# پورت کنی، استرالیای جنوبی
پورت کنی (به انگلیسی: Port Kenny) یک شهرک در استرالیا است که در استرالیای جنوبی واقع شده‌است.